# Свободное (Волновахский район)
Свобо́дное (укр. Свободне) — село на Украине, находится в Волновахском районе районе Донецкой области.
Население по переписи 2001 года составляет 1 795 человек. Почтовый индекс — 85770. Телефонный код — 6244.

## История
В 1923 г. приказом Мариупольского окрисполкома в ознаменование 6-й годовщины Октябрьской революции село Апостоловка переименовано в Свободное.

## Адрес местного совета
85770, Донецкая область, Волновахский р-н, с. Свободное, ул. Садова, 77